# Треяк
Треяк (на сръбски: Трејак или Trejak) е село в Югоизточна Сърбия, Пчински окръг, община Буяновац.

## История
В края на XIX век Треяк е село в Прешевска кааза на Османската империя. Според статистиката на Васил Кънчов („Македония. Етнография и статистика“) от 1900 година Треяк е населявано от 260 жители българи християни. Според патриаршеския митрополит Фирмилиан в 1902 година в Треяк има 60 сръбски патриаршистки къщи.
Според преброяването на населението от 2002 г. селото има 255 жители сърби.